# Anchiphiloscia suarezii
Anchiphiloscia suarezii is een pissebed uit de familie Philosciidae. De wetenschappelijke naam van de soort is voor het eerst geldig gepubliceerd in 1895 door Dollfus.